# Cephalanthera schulzei
Cephalanthera schulzei är en orkidéart som beskrevs av E.G.Camus. Cephalanthera schulzei ingår i släktet skogsliljor, och familjen orkidéer. Inga underarter finns listade i Catalogue of Life.